# Namea dicalcaria
Espèce
Namea dicalcaria est une espèce d'araignées mygalomorphes de la famille des Anamidae.

## Distribution
Cette espèce est endémique du Queensland en Australie. Elle se rencontre dans les monts Tweed.

## Description
La carapace du mâle holotype mesure 8,64 mm de long sur 6,85 mm et l'abdomen 8,12 mm de long sur 5,64 mm et la carapace de la femelle paratype mesure 9,50 mm de long sur 7,25 mm et l'abdomen 9,00 mm de long sur 6,30 mm.

## Publication originale
- Raven, 1984 : A new diplurid genus from eastern Australia and a related Aname species (Diplurinae: Dipluridae: Araneae). Australian Journal of Zoology Supplementary Series, no 96, p. 1-51.